# Erannis sericearia
Erannis sericearia là một loài bướm đêm trong họ Geometridae.